# Jane Weaver
Jane Louise Weaver (Liverpool, 1972) è una cantautrice e musicista britannica.

## Biografia
Ex membro dei gruppi Kill Laura e Misty Dixon, Jane Weaver si è fatta notare nel 2014, con la pubblicazione del suo quarto album in studio The Silver Globe, acclamato dalla critica specializzata e definito "Album dell'anno" della Piccadilly Records. Nel 2017 Modern Kosmology ha segnato il suo primo ingresso nella Official Albums Chart, alla 50ª posizione. Tra ottobre e novembre 2018 ha completato un tour solista in Inghilterra e Scozia.

## Discografia

### Album in studio
- 2006 – Seven Day Smile
- 2007 – Cherlokalate
- 2010 – The Fallen By Watchbird
- 2014 – The Silver Globe
- 2015 – The Amber Light
- 2017 – Modern Kosmology
- 2019 – Loops In The Secret Society
- 2021 – Flock
- 2024 - Love In Constant Spectacle

### Album di remix
- 2011 – The Watchbird Alluminate

### Colonne sonore
- 2013 – Le Rose De Fer/Intiaani Kesä (con Pierre Ralph)
- 2019 – Fehérlófia (con Peter Philipson e Raz Ullah)